# 溝口雄三
溝口 雄三（みぞぐち ゆうぞう、1932年（昭和7年）7月30日 - 2010年（平成22年）7月13日 ）は、日本の中国学者・思想史家・中国思想史研究者。専門は、明末清初の思想史（宋明理学）・精神史（近代化論）。東京大学・大東文化大学・中国社会科学院名誉教授。

## 経歴
出生から修学期
1932年、愛知県名古屋市で生まれた。東京大学文学部中国文学科で学び、1958年に卒業。卒業後、名古屋に帰郷して家業を一時継ぎ、その活躍ぶりは新聞に掲載されるほどの業績であった。
その後名古屋大学大学院文学研究科中国文学専攻に入学し、入矢義高に師事。同大学大学院修士課程を修了。
中国思想史研究者として
1967年、東京大学文学部中国文学研究室助手に採用された。当時は東大紛争の渦中にあり、その中で研究を進めた。
その後、埼玉大学教養学部助教授に就いた後、同大学教授に昇進。1978年、一橋大学社会学部教授に転じた。1981年、学位論文『中国前近代思想の屈折と展開』を九州大学に提出して文学博士号を取得。
同1981年、戸川芳郎の招きで東京大学文学部教授となり、中国哲学研究室を担当した。1993年、東京大学を定年退官し、名誉教授となった。その後は大東文化大学文学部教授として教鞭をとり、退任後は同大学名誉教授となった。2010年に死去。

## 研究内容・業績
専門は李卓吾など明末清初の思想史、宋明理学、精神史、近代化論。

## 著作

### 著書
- 『中国前近代思想の屈折と展開』東京大学出版会 1980[6]
- 『李卓吾』(中国の人と思想 10) 集英社 1985
- 『方法としての中国』東京大学出版会 1989
- 『中国の思想』放送大学教育振興会 1991
- 『中国の公と私』研文出版 1995
- 『公私：一語の辞典』三省堂 1996
- 『中国の衝撃』東京大学出版会 2004
- 『〈中国思想〉再発見』左右社(放送大学叢書) 2010
- 『中国思想のエッセンスI 異と同のあいだ』岩波書店 2011[7]
- 『中国思想のエッセンスII 東往西来』岩波書店 2011[8]

### 共編著
- 『儒教ルネッサンスを考える』中嶋嶺雄共編、大修館書店 1991
- 『アジアから考える』(全7巻) 東京大学出版会 1993-1994
- 『中国という視座』伊東貴之・村田雄二郎共著、平凡社(これからの世界史) 1995
- 『中国思想文化事典』丸山松幸・池田知久共編、東京大学出版会 2001
- 『中国思想史』池田知久・小島毅共著、東京大学出版会 2007

### 翻訳・校注
- 『焚書』李卓吾著、抄訳
  - 収録『中国古典文学大系55 近世随筆集』入矢義高編、平凡社 1971
- 『伝習録』王陽明著[9]
  - 収録『朱子・王陽明』(世界の名著 続4) 中央公論社 1974
  - 選書化 荒木見悟責任編集、中公バックス 1978
  - 改訂版 中央公論新社(中公クラシックス) 2005
- 『佐藤一斎』(日本思想大系 46) 岩波書店 1980

「言志四録」相良亨共校注
- 『中江兆民全集』(全18巻) 松永昌三・松本三之介・松沢弘陽・井田進也共編、岩波書店 1983-86

入矢義高・島田虔次との鼎談が月報に収録されている。
- 『碧巌録』(全3巻) 入矢義高・末木文美士・伊藤文生共訳注、岩波文庫 1992-1996
  - ワイド版1997
- 『朱子語類 巻一～巻三』監修・訳注、汲古書院 2007